# Esther Cremer
Pour les articles homonymes, voir Cremer.
Esther Cremer (née le 29 mars 1988 à Cologne) est une athlète allemande spécialiste du 200 et du 400 mètres.
En 2010, elle devient championne d'Allemagne du 200 m, puis se classe deuxième du relais 4 × 400 m lors des Championnats d'Europe d'athlétisme par équipes de Bergen, en Norvège. Le 1er août, Esther Cremer remporte en tant que deuxième relayeuse la médaille d'argent du 4 × 400 m des Championnats d'Europe de Barcelone aux côtés de Fabienne Kohlmann, Janin Lindenberg et Claudia Hoffmann. L'Allemagne, qui réalise le temps de 3 min 24 s 07, s'incline face à l'équipe de Russie. En 2018, elle récupère le titre après disqualification des Russes.

## Records personnels
- 200 m : 23 s 30 (2009)
- 400 m : 52 s 16 (2010)

## Palmarès
| Date | Compétition                       | Lieu      | Résultat | Épreuve   | Temps         |
| ---- | --------------------------------- | --------- | -------- | --------- | ------------- |
| 2009 | Championnats du monde             | Berlin    | 4e       | 4 × 400 m | 3 min 27 s 61 |
| 2010 | Championnats d'Europe par équipes | Bergen    | 2e       | 4 × 400 m | 3 min 26 s 96 |
| 2010 | Championnats d'Europe             | Barcelone | 1re      | 4 × 400 m | 3 min 24 s 07 |
| 2012 | Championnats d'Europe             | Helsinki  | 5e       | 4 × 400 m | 3 min 27 s 81 |
| 2014 | Championnats d'Europe par équipes | Brunswick | 2e       | 400 m     | 52 s 23       |
| 2014 | Championnats d'Europe par équipes | Brunswick | 2e       | 4 × 400 m | 3 min 28 s 34 |
| 2014 | Championnats d'Europe             | Zurich    | 6e       | 4 × 400 m | 3 min 27 s 69 |

## Records
| Épreuve | Épreuve   | Temps   | Lieu       | Date            |
| ------- | --------- | ------- | ---------- | --------------- |
| 200 m   | Plein air | 23 s 10 | Ratisbonne | 15 août 2010    |
| 200 m   | En salle  | 23 s 59 | Leipzig    | 28 février 2016 |
| 400 m   | Plein air | 51 s 62 | Ulm        | 6 juillet 2013  |
| 400 m   | En salle  | 52 s 44 | Leipzig    | 22 février 2014 |